# Supergroupe

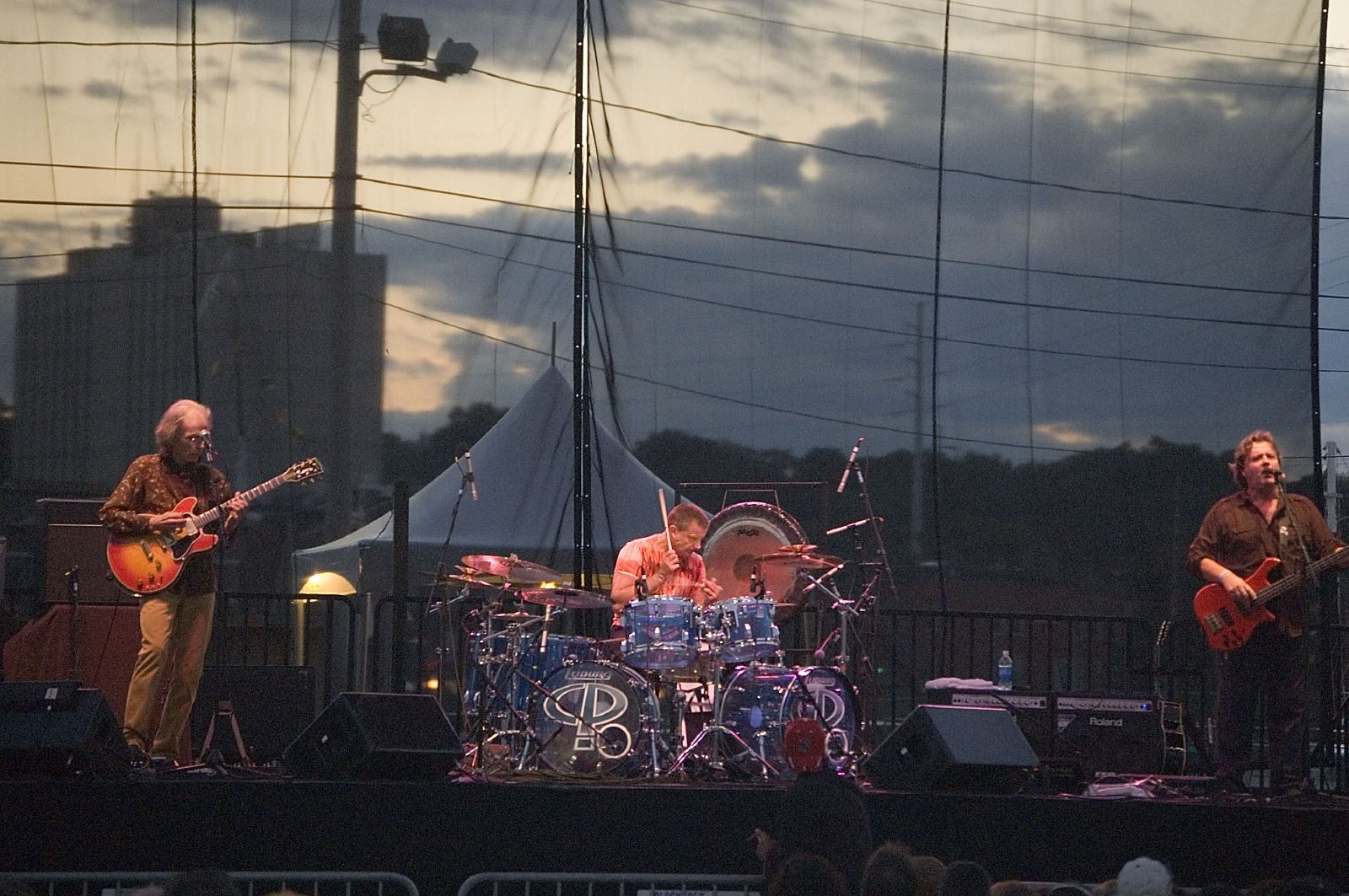
Asia en 2006.

Supergroupe, ou all-stars band (en anglais), est un terme né à la fin des années 1960 pour désigner un groupe (de rock à l'origine) formé de musiciens ayant déjà acquis une certaine notoriété au sein d'autres groupes. Il peut s'agir de formations éphémères, où des musiciens actifs dans des groupes ayant une grande notoriété s'associent pour jouer ensemble le temps d'un album ou de quelques concerts. Le concept naît avec la création du groupe Cream en 1966.
La chaîne américaine VH1 diffuse une émission appelée Supergroup qui joue sur ce concept en regroupant différents musiciens connus.

## Supergroupes

### Années 1960
- Cream (1966-1968) : avec Eric Clapton (The Yardbirds, John Mayall & the Bluesbreakers), Jack Bruce (John Mayall & the Bluesbreakers, Manfred Mann, Graham Bond Organisation) et Ginger Baker (Graham Bond Organisation)[2].
- The Nice (1967-1969) :  avec Keith Emerson (Keith Emerson Trio, Gary Farr & The T-Bones, The V.I.P'S), David O'List (The Attack), Lee Jackson (The Vandykes, The Invaders, Gary Farr and the T-Bones), Brian Davison (Mark Leeman Five)[3].
- Crosby, Stills, Nash and Young (formé en 1968) : avec David Crosby (The Byrds), Stephen Stills (Buffalo Springfield), Graham Nash (The Hollies) et Neil Young (Buffalo Springfield)[4].
- The Dirty Mac (1968) : avec John Lennon (The Beatles), Eric Clapton, Keith Richards (The Rolling Stones) et Mitch Mitchell (The Jimi Hendrix Experience)[5].
- Blind Faith (1969) : avec Eric Clapton (The Yardbirds, John Mayall & the Bluesbreakers, Cream, The Dirty Mac), Ginger Baker (Graham Bond Organisation, Cream), Steve Winwood (Traffic, The Spencer Davis Group) et Ric Grech (Family)[6].
- Plastic Ono Band (1969-1975) : avec John Lennon (The Beatles), Eric Clapton, Klaus Voormann (Manfred Mann), Alan White (The Downbeats, The Blue Chips, Happy Magazine, Alan Price Set)[7].

### Années 1970
- Cosmic Jokers (1974) : unique supergroupe de Krautrock, rassemblant divers musiciens de la scène rock allemande[8].
- Derek and the Dominos (1970-1971) : avec Eric Clapton (The Yardbirds, John Mayall & The Bluesbreakers, Cream, The Dirty Mac, Blind Faith), Duane Allman (The Allman Brothers Band), Bobby Whitlock (Delaney & Bonnie and Friends), Carl Radle (Gary Lewis & the Playboys) et Jim Gordon (The Everly Brothers, The Beach Boys, Gene Clark, The Byrds)[9].
- Muleskinner (1973) : supergroupe de Bluegrass, avec Richard Greene (en) (The Blue Grass Boys, Red Allen et The Kentuckians, Jim Kweskin and the Jug Band, Seatrain (en), The Blue Velvet Band) ; David Grisman (Even Dozen Jug Band (en), Red Allen (en) & The Kentuckians, Earth Opera (en)) ; John Kahn (partenaire et producteur de Jerry Garcia) ; Bill Keith (Bill Keith & Jim Rooney, The Blue Grass Boys, Red Allen, Frank Wakefield et The Kentuckians, The Blue Velvet Band) ; Peter Rowan (en) (The Blue Grass Boys, Earth Opera, Seatrain) ; Clarence White ( Kentucky Colonels, Nashville West (en),The Byrds)[10].
- Refugee (1973-1974) : avec Patrick Moraz (Mainhorse), Lee Jackson (Gary Farr & The T-Bones, The Nice, Jackson Heights), Brian Davison (Mark Leeman Five, The Nice, Every Which Way).
- Emerson, Lake and Palmer (1970-1978) : avec Keith Emerson (The Nice), Greg Lake (King Crimson) et Carl Palmer (Chris Farlowe and The Thunderbirds, Crazy World of Arthur Brown, Atomic Rooster)[11].
- Beck, Bogert and Appice (1972-1974) : avec Jeff Beck (The Yardbirds, Jeff Beck Group), Tim Bogert et Carmine Appice (tous deux Vanilla Fudge et Cactus).
- West, Bruce and Laing (1972-1974) : avec Jack Bruce (Cream), Leslie West (Mountain) et Corky Laing (Mountain)[12].
- Journey (1973-1987) : avec Gregg Rolie (Santana), Neal Schon (Santana), Ross Valory (Steve Miller Band) et Prairie Prince (The Tubes)[13].
- Bad Company (1973-1982) : avec Paul Rodgers (Free), Mick Ralphs (Mott the Hoople), Boz Burrell (King Crimson) et Simon Kirke (Free)[14].
- UK (1977-1980) : avec Eddie Jobson (Roxy Music, Frank Zappa), John Wetton (King Crimson, Uriah Heep), Allan Holdsworth (Gong, Soft Machine) et Bill Bruford (Yes, King Crimson)[15].

### Années 1980
- Asia (depuis 1981) : avec Geoff Downes (The Buggles, Yes), John Wetton (King Crimson, Uriah Heep, UK), Steve Howe (Tomorrow, Yes) et Carl Palmer (Chris Farlowe and The Thunderbirds, Crazy World of Arthur Brown, Atomic Rooster, Emerson, Lake and Palmer)[16].
- New Race (1981) : avec Rob Younger, Deniz Tek, Warwick Gilbert (tous trois Radio Birdman), Ron Asheton (The Stooges) et Dennis Thompson (MC5)[17].
- This Mortal Coil (1984-1991) : fondé par Ivo Watts-Russell avec des membres des Buzzcocks, Cindytalk, Cocteau Twins, Dead Can Dance, Siouxsie and the Banshees, Breathless (en), Pixies, Shelleyan Orphan,Throwing Muses[18].
- The Firm (1984-1986) : avec Paul Rodgers (Free, Bad Company), Jimmy Page (Led Zeppelin), Tony Franklin (Roy Harper) et Chris Slade (Uriah Heep)[19].
- The Power Station (1984-1985) : avec John Taylor (Duran Duran), Andy Taylor (Duran Duran), Tony Thompson (Chic) et Robert Palmer[20].
- USA for Africa (1985) : collectif avec le liste des participants[21].
- Préface (1985-1988) : avec Manu Katché, Kamil Rustam, Jean-Yves D'Angelo[22].
- The Highwaymen (1985-2002) : avec Johnny Cash, Waylon Jennings, Willie Nelson et Kris Kristofferson[23].
- Emerson, Lake and Powell (1986) : avec Keith Emerson (The Nice, Emerson, Lake and Palmer), Greg Lake (King Crimson, Emerson, Lake & Palmer) et Cozy Powell (The Jeff Beck Group, Rainbow, Michael Schenker Group, Whitesnake)[24].
- GTR (1986) : avec Steve Hackett (Genesis), Steve Howe (Yes, Asia), Max Bacon (Bronz), Phil Spalding (Bernie Torme, Toyah, Mike Oldfield) et Jonathan Mover (Steve Vai)[25].
- M.A.R.S. (1986) : avec Tony MacAlpine, Tommy Aldridge, Rob Rock et Rudy Sarzo[26].
- Los Carayos (1986-1994) : avec François Hadji-Lazaro (Les Garçons Bouchers, Pigalle), Manu Chao (Hot Pants, Mano Negra), Antoine Chao, Alain Wampas (Les Wampas, Mano Negra), et Schultz (Les Porte-Mentaux, Parabellum)[27].
- Rapeman (1987-1989) : avec Steve Albini (Big Black), David Wm. Sims (Scratch Acid) et Rey Washam (Scratch Acid, Big Boys)[28].
- 3 (1988-1989) : avec Keith Emerson (The Nice, Emerson, Lake and Palmer, Emerson, Lake and Powell), Robert Berry (Hush, solo) et Carl Palmer (Chris Farlowe and The Thunderbirds, Crazy World of Arthur Brown, Atomic Rooster, Emerson, Lake and Palmer)[29].
- Bad English (1988-1991) : avec John Waite (The Babys), Neal Schon (Santana, Journey), Jonathan Cain (The Babys, Journey), Ricky Phillips (The Babys, Styx) et Deen Castronovo (Ozzy Osbourne, Journey)[30].
- Alias (1988-1990) : avec Freddy Curci (Sheriff (en)), Steve DeMarchi (Sheriff), Roger Fisher (Heart), Steve Fossen (Heart) et Mike DeRosier (Heart)[31].
- Traveling Wilburys (1988-1990) : avec George Harrison (The Beatles), Bob Dylan, Tom Petty (Tom Petty & The Heartbreakers), Jeff Lynne (Electric Light Orchestra) et Roy Orbison[32].
- Electronic (1988-1999) : avec Bernard Sumner (Joy Division, New Order, Bad Lieutenant), Johnny Marr (The Smiths, Modest Mouse) et Neil Tennant (Pet Shop Boys)[33].
- Anderson Bruford Wakeman Howe (1989-1990) : formé d'anciens membres de Yes[34].

### Années 1990
- Fourplay (1990) : avec Bob James, Lee Ritenour, Nathan East et Harvey Mason[35].
- Infectious Grooves (depuis 1990) : avec Mike Muir (Suicidal Tendencies), Robert Trujillo (Suicidal Tendencies), Stephen Perkins (Jane's Addiction)[36],
- Temple of the Dog (1991) : avec Chris Cornell (Soundgarden), Matt Cameron, Stone Gossard (Mother Love Bone), Jeff Ament (Mother Love Bone), Mike McCready et Eddie Vedder (ces quatre derniers futurs Pearl Jam)[37].
- Superjoint Ritual (1992-2005) : avec Phil Anselmo (Pantera), Jimmy Bower (Eyehategod), Hank Williams III, Joe Fazio[38].
- BBM (1993-1994) : avec Jack Bruce et Ginger Baker de Cream, et Gary Moore (Thin Lizzy, Colosseum II, solo)[39].
- VoodooCult (1994-1995) : avec Chuck Schuldiner † (Death, Control Denied), Dave Lombardo (Slayer, Testament, Fantômas), Mille Petrozza (Kreator, Tormentor), Waldemar Sorychta (Despair, Grip Inc) et Philip Boa[40].
- Nailbomb (1994-1995) : avec Max Cavalera (Sepultura), Igor Cavalera (Sepultura), Alex Newport (Fudge Tunnel), Dino Cazares (Fear Factory) et D. H. Peligro (Dead Kennedys)[41].
- Mad Season (1994-1999) : avec Layne Staley (Alice in Chains), Mike McCready (Pearl Jam), Mark Lanegan (Screaming Trees, Queens of the Stone Age), Barrett Martin (Skin Yard, Screaming Trees), John Baker Saunders (The Walkabouts) et Skerik (Les Claypool)[42].
- Neurotic Outsiders (1995-1996) : avec Duff McKagan (Guns N' Roses), Matt Sorum (Guns N' Roses), John Taylor (Duran Duran) et Steve Jones (Sex Pistols)[43].
- Liquid Tension Experiment (1997-1999) : avec John Petrucci (Dream Theater), Jordan Rudess (Dixie Dregs, Dream Theater), Mike Portnoy (Dream Theater) et Tony Levin (King Crimson, Peter Gabriel)[44].
- Me First And The Gimme Gimmes (depuis 1997) : avec Spike Slawson (Swingin' Utters), Fat Mike (Nofx), Joey Cape et Dave Raun (Lagwagon) et Chris Shifflett (Foo Fighters, No Use For A Name)[45].
- Fantômas (depuis 1998) : avec Mike Patton (Faith No More, Mr. Bungle), Buzz Osborne (Melvins), Dave Lombardo (Slayer) et Trevor Dunn (Mr. Bungle, Secret Chiefs 3)[46].
- The Head Cat (1999-2015) : avec Lemmy Kilmister (Motörhead), Slim Jim Phantom (The Stray Cats), et Danny B. Harvey (Lonesome Spurs, The Rockats)[47].
- Eibon (1999) : avec Satyr (Satyricon), Phil Anselmo (Pantera), Fenriz (Darkthrone), Kiljoy (Necrophagia) et Maniac (Mayhem)[48].
- A Perfect Circle (depuis 1999) : avec Maynard James Keenan (Tool), Jeordie White « Twiggy » (Marilyn Manson), James Iha (The Smashing Pumpkins), Billy Howerdel (a travaillé : avec Tool, Nine Inch Nails, The Smashing Pumpkins et Guns N'Roses), Josh Freese (Guns N' Roses, 3 Doors Down, Avril Lavigne, Good Charlotte, Suicidal Tendencies, Nine Inch Nails).
- Transatlantic (depuis 1999) : avec Neal Morse (Spock's Beard), Mike Portnoy (Dream Theater), Roine Stolt (The Flower Kings) et Pete Trewavas (Marillion)[49].
- Icepick (1999-2010) : avec Jamey Jasta (Hatebreed), Frank 3 Gun (Hatebreed), Lord Ezec (Skarhead, Danny Diablo), Dereck Kerswill, Zeuss[50].
- Down (depuis 1991) : avec Phil Anselmo (Pantera, Superjoint Ritual), Pepper Keenan (Corrosion of Conformity), Kirk Windstein (Crowbar), Rex Brown (Pantera) et Jimmy Bower (Crowbar)[51].

### Années 2000
- The Soultronics (2000, The Voodoo Tour) : avec James poyser, Pino Palladino, Questlove, F.Knuckles, Jeff Lee Johnson, Chalmers Alford, Roy Hargrove, Russell Gunn, Franck Lacy, Jacques Schwarz-Bart, Anthony Hamilton, Shelby Johnson et Anthony Hamilton.
- The Damning Well (2003) : avec Richard Patrick (Filter), Josh Freese (The Vandals), Danny Lohner (Nine Inch Nails) et Wes Borland (Limp Bizkit)
- Scars On Broadway (2003 / 2008-2010 / depuis 2012) : avec Daron Malakian et John Dolmayan (System of a Down), Franky Perez, Danny Shamoun, Dominic Cifarelli, Jules Pampena.
- Oysterhead (2000-2001) : avec Stewart Copeland (The Police), Trey Anastasio (Phish) et Les Claypool (Primus).
- Tomahawk (depuis 2000) : avec Mike Patton (Fantômas, Mr. Bungle, Faith No More), Jon Stainer (Helmet), Duane Denison (The Jesus Lizard) et Kevin Rutmanis (Melvins, The Cows).
- Zwan (2001-2003) : avec Billy Corgan (The Smashing Pumpkins, Starchlidren, The Marked), Jimmy Chamberlin (The Smashing Pumpkins, The Last Hard Men, Starchildren), Paz Lenchantin (A Perfect Circle), David Pajo (Slint, Tortoise, The For Carnation, Papa M) et Matt Sweeney (Skunk, Chavez).
- Audioslave (2001-2007) : avec Chris Cornell (Soundgarden) et Tom Morello, Tim Commerford et Brad Wilk (tous trois de Rage Against the Machine)
- Colonel Claypool's Bucket of Bernie Brains (2002-2004) : avec Les Claypool (Primus), Buckethead (Buckethead, Guns N' Roses), Bernie Worrell (Praxis) et Brian Mantia (Primus, Praxis, Tom Waits).
- 3 Men + Black (depuis 2001) : avec Jake Burns (Stiff Little Fingers), JJ Burnel (The Stranglers), Bruce Foxton (The Jam), Pauline Black (The Selecter), Nick Welsh (The Selecter), Roddy Radiation (The Specials).
- Velvet Revolver (Depuis 2002) : avec Slash (Guns N' Roses), Matt Sorum (Guns N' Roses), Duff Rose McKagan (Guns N' Roses) et Scott Weiland (Stone Temple Pilots).
- Camp Freddy (Depuis 2002) : avec Dave Navarro (Jane's Addiction, Red Hot Chili Peppers), Matt Sorum (Guns N' Roses, Velvet Revolver), Chris Chaney (Jane's Addiction), Billy Morrison (The Cult) et Scott Weiland (Stone Temple Pilots, Velvet Revolver).
- Ataxia (depuis 2004) : avec John Frusciante (Red Hot Chili Peppers), Joe Lally (Fugazi) et Josh Klinghoffer (John Frusciante, PJ Harvey, Red Hot Chili Peppers, Dot Hacker).
- The Dissociatives (2004) : avec Daniel Johns (Silverchair), DJ Paul Mac et les membres Julian Hamilton et Kim Moyes (The Presets) pour la tournée de la même année.
- The Hyènes (depuis 2005) : avec Denis Barthe et Jean-Paul Roy (respectivement batteur et bassiste de Noir Désir), Olivier Mathios et Vincent Bosler (The Very Small Orchestra).
- The Raconteurs (depuis 2005) : avec Jack White (The White Stripes), Brendan Benson, Jack Lawrence (The Greenhornes, Blanche) et Patrick Keeler (The Greenhornes).
- Kingdom of Sorrow (depuis 2005) : avec Jamey Jasta (Hatebreed, Icepick), Kirk Windstein (Crowbar, Down), Matthew Brunson (Crowbar) Charlie Bellmore (Phantoms), Nick Bellmore (Phantoms).
- Army of Anyone (de 2005 à 2007) : avec Richard Patrick (Filter), Ray Luzier (KoRn), Robert DeLeo et Dean DeLeo (Stone Temple Pilots).
- Swedish House Mafia (2005-2013 / depuis 2018) : avec Axwell, Steve Angello et Sebastian Ingrosso.
- Angels & Airwaves (depuis 2005) : avec Tom DeLonge (Blink-182 et Box Car Racer), David James Kennedy (Box Car Racer, Built To Last, Over My Dead Body et Hazen Street), Matt Wachter (Thirty Seconds to Mars) et Atom Willard (The Offspring, The Special Goodness, Rocket from the Crypt, American Hi-Fi, et Melissa Auf der Maur).
- +44 (depuis 2005) : avec Mark Hoppus (Blink-182), Shane Gallagher (Mercy Killers et The Nervous Return), Craig Fairbaugh (Mercy Killers, The Forgotten (en) et Lars Frederiksen and the Bastards), Travis Barker (The Aquabats, Blink-182, Box Car Racer, Transplants et Expensive Taste).
- Arson Anthem (depuis 2005) : avec Phil Anselmo (Pantera, Superjoint Ritual, Christ Inversion, Viking Crown, Down, Southern Isolation, Eibon), Mike IX Williams (Eyehategod, Outlaw Order), Collin Yeo, Hank Williams III.
- Battle of Mice (depuis 2006) : avec 2006 par Julie Christmas (Made Out of Babies), Josh Graham (Neurosis), Tony Maiome (Pere Ubu), Joe Tomino (The Fugees).
- I (depuis 2006) : avec Abbath (Immortal), Armagedda (Immortal), TC King (Gorgoroth), Ice Dale (Enslaved).
- Osaka Popstar (depuis 2006) : avec John Cafiero, Jerry Only (Misfits), Dez Cadena (Black Flag, The Misfits), Ivan Julian (The Voidoids) et Marky Ramone (Ramones, The Voidoids, The Misfits).
- Hellyeah (depuis 2006) : avec Chad Gray (Mudvayne), Greg Tribbett (Mudvayne), Vinnie Paul (Pantera, Damageplan), Tom Maxwell (Nothingface), Bob Zilla (Damageplan)
- Zone Libre (depuis 2006) : avec Serge Teyssot-Gay (Noir Désir), Cyril Bilbeaud (Sloy) Marc Nammour (La Canaille), Mike Ladd, anciennement Hamé (La Rumeur), Casey et B. James (Anfalsh).
- Skin (depuis 2007) : avec Yoshiki (X Japan), Gackt (Malice Mizer), Sugizo (Luna Sea) et miyavi (Dué le Quartz).
- The Good, the Bad and the Queen (depuis 2007) : avec Damon Albarn (Blur, Gorillaz), Simon Tong (The Verve), Paul Simonon (The Clash) et Tony Allen (Fela Kuti).
- Child Rebel Soldier (2007-2013) : avec Lupe Fiasco, Kanye West, et Pharrell Williams.
- The Last Shadow Puppets (depuis 2008) : avec Alex Turner (Arctic Monkeys), et Miles Kane (The Rascals (groupe anglais)).
- SMV (depuis 2008) : avec Stanley Clarke, Marcus Miller et Victor Wooten.
- Medication : avec Logan Mader (Machine Head, Soulfly), Whitfield Crane (Another Animal, Ugly Kid Joe), BBlunt (adayinthelife), Kyle Sanders (Bloodsimple), et Roy Mayorga (Stone Sour, Soulfly).
- Apparatjik (depuis 2008) : avec Magne Furuholmen (A-ha), Guy Berryman (Coldplay), Jonas Bjere (Mew), Martin Terefe.
- Chickenfoot (depuis 2008) : avec Sammy Hagar (Van Halen), Michael Anthony (Van Halen), Joe Satriani et Chad Smith (Red Hot Chili Peppers).
- Mongrel (depuis 2008) : avec Jon McClure (Reverend and the Makers), Lowkey (Poisonous Poets), Andy Nicholson (Arctic Monkeys), Joe Moskow (Reverend and the Makers), Drew McConnell (Babyshambles), Matt Helders (Arctic Monkeys).
- One Day as a Lion (2008) : avec Zack de la Rocha (Rage Against the Machine) et Jon Theodore (The Mars Volta).
- Over The Rainbow : avec Joe Lynn Turner, Tony Carey (puis Paul Morris), Greg Smith, Bobby Rondinelli (tous anciens membres de Rainbow), et Jürgen Blackmore, fils de Ritchie Blackmore, fondateur de Rainbow.
- The Dead Weather (depuis 2009) : avec Jack White (The White Stripes, The Raconteurs), Alison Mosshart (The Kills), Dean Fertita (Queens of the Stone Age), Jack Lawrence (The Raconteurs).
- Monsters of Folk (depuis 2009) : avec Conor Oberst (Bright Eyes), Mike Mogis (Bright Eyes), Jim James (My Morning Jacket) et M. Ward.
- Yoso (2009-2011) : avec Bobby Kimball (Toto), Tony Kaye (Yes) et Billy Sherwood (Yes).
- Them Crooked Vultures (depuis 2009) : avec John Paul Jones (Led Zeppelin), Dave Grohl (Nirvana, Foo Fighters, Queens of the Stone Age) et Josh Homme (Kyuss, Queens of the Stone Age).
- Atoms for Peace (depuis 2009) : avec Thom Yorke (Radiohead), Flea (Red Hot Chili Peppers), Nigel Godrich (producteur de Radiohead), Joey Waronker (R.E.M., Beck, Elliott Smith, The Smashing Pumpkins, Ima Robot, Walt Mink) et Mauro Refosco (David Byrne, Forro in the dark, percussionniste sur la tournée 2011-2013 des Red Hot Chili Peppers).
- Emerson, Bonilla, Hughes (2009) : avec Keith Emerson (The Nice, Emerson, Lake and Palmer), Marc Bonilla et Glenn Hughes (Trapeze, Deep Purple).

### Années 2010
- Yes Featuring Jon Anderson, Trevor Rabin, Rick Wakeman (2010-2017) : constitués d'anciens membres de Yes
- Black Country Communion (2010-2017) : avec Glenn Hughes (Trapeze, Deep Purple), Jason Bonham (fils de John, batteur de Led Zeppelin), Derek Sherinian (Dream Theater) et Joe Bonamassa.
- Mt. Desolation (2010) : avec Tim Rice-Oxley (Keane), Jesse Quin (Jesse Quin and the Mets, Keane), Ronnie Vannucci Jr. (The Killers), John Roderick (The Long Winters), Tom Hobden (Noah and The Whale), Jessica Staveley (The Staves), et d'autres musiciens moins connus (comme les deux épouses de Rice-Oxley et Quin).
- Vallenfyre (depuis 2010) : avec Gregor Mackintosh (Paradise Lost), Hamish Glencross (My Dying Bride), Scoot (Doom, Extinction Of Mankind) et Adrian Erlandsson (Paradise Lost, At the Gates, Brujeria, Nemhain, Samsas Traum, Needleye, Cradle of Filth, The Haunted).
- SuperHeavy (2011) : avec Mick Jagger (Rolling Stones), Dave Stewart (Eurythmics), Damian Marley (fils de Bob), Joss Stone et A. R. Rahman.
- Crosses ††† (2011) : avec Chino Moreno (Deftones, Team Sleep), Duff McKagan (Guns N' Roses), Shaun Lopez (Far), Chuck Doom, Chris Robyn
- Palms (depuis 2011) : avec Bryant Clifford Meyer, Aaron Harris et Jeff Caxide (Isis) et Chino Moreno.
- Vicky Cryer (depuis 2011) : avec Jason Hill (Louis XIV), Alex Carapetis (Nine Inch Nails), Dominic Howard (Muse), Mark Stoermer (The Killers), Nick Fyffe (Jamiroquai) et Jeff Kite (Julian Casablancas).
- Circus (depuis 2012) : avec Calogero, Stanislas, Philippe Uminski, Elsa Fourlon et Karen Brunon.
- Flying Colors (depuis 2012) : avec Steve Morse (Deep Purple), Neal Morse, Dave LaRue (Dixie Dregs), Mike Portnoy (Dream Theater) et Casey McPherson.
- The Duke of September (2012) : avec Donald Fagen (Steely Dan),Jon Herington (Steely Dan), Michael McDonald (Doobie Brothers), and Boz Scaggs (The Marksmen).
- AxeWound (2012) : avec Matt Tuck (Bullet for My Valentine), Liam Comier (Cancer Bats), Mike Kingswood (Glamour of the Kill), Joe Copcutt (Rise to Remain), Jason Bowld (Pitchshifter).
- The Winery Dogs (2013) : avec Richie Kotzen (Poison, Mr. Big), Billy Sheehan (Mr. Big, David Lee Roth, Steve Vai), Mike Portnoy (Dream Theater, Flying Colors)[52].
- Sukekiyo (2013) : avec Kyô (Dir en grey), Takumi et Mika (Rentrer en Soi), Yuchi (Kannivalism) et utA (9 Goats Black Out)[53].
- The Celtic Social Club (depuis 2013) : avec Jimme O'Neil (The Silencers), Jean-Pierre Riou, Manu Masko et Mathieu Péquériau (Red Cardell), Ronan Le Bars et Pierre Stéphan (Ronan Le Bars Group) et Richard Puaud[54].
- KXM (2014) : avec Ray Luzier (Korn), Doug Pinnick (King's X) et George Lynch (Lynch Mob/T&N/Dokken)[55].
- Les Vieilles Canailles : avec les chanteurs Jacques Dutronc, Eddy Mitchell et Johnny Hallyday (2014 - 2017)[56].
- Saint Asonia (2015) : avec Adam Gontier (Three Days Grace), Mike Mushok (Staind), Corey Lowrey (Eye Empire) et Rich Beddoe (Finger Eleven)[57].
- FFS (2015) : avec les membres des Franz Ferdinand et des Sparks[58].
- Hollywood Vampires (2015) : avec Alice Cooper (Alice Cooper), Johnny Depp et Joe Perry (Aerosmith)[59].
- Minor Victories (2015) : avec Rachel Goswell (Slowdive), Stuart Braithwaite (Mogwai), Justin Lockey (Editors) et James Lockey[60].
- Prophets of Rage (2016) : avec Chuck D (Public Enemy), B-Real (Cypress Hill), Tom Morello, Tim Commerford et Brad Wilk (Rage Against The Machine)[61].
- Sinsaenum (2016) : avec Frédéric Leclercq (DragonForce, Heavenly), Stéphane Buriez (Loudblast), Heimoth (Seth), Joey Jordison (Slipknot, Murderdolls), Sean Zatorsky (Dååth, Chimaira), Attila Csihar (Mayhem, Aborym, Sunn O)[62].
- LSD[63] (2018) : avec Labrinth, Sia (chanteuse), et Diplo.
- SuperM (2019) : avec Baekhyun, Taemin, Kai, Taeyong, Ten, Lucas et Mark.
- The Jaded Hearts Club (depuis 2018) : avec de Miles Kane (The Last Shadow Puppets), Nic Cester (Jet), Matthew Bellamy (Muse), Graham Coxon (Blur), Jamie Davis (Transcopic) et Sean Payne (The Zutons)[64].

### Années 2020
- L.A Rats (2021) : avec Rob Zombie, Nikki Sixx (de Mötley Crüe), John 5 et Tommy Clufetos[65].
- 3rd Secret (2022) : avec Kim Thayil (Soundgarden), Krist Novoselic (Nirvana), Matt Cameron (Soundgarden, Pearl Jam), Bubba Dupree (Void), Jennifer Johnson et Jillian Raye (Giants In the Trees)[66].
- Whom Gods Destroy (2024) : avec Derek Sherinian (Dream Theater, Sons of Apollo), Ron “Bumblefoot” Thal (Guns N' Roses, Sons of Apollo) et Dino Jelusić (Whitesnake)[67].
- Cosmic Cathedral (2025) : avec Neal Morse (Spock's Beard, Transatlantic, Flying Colors), Phil Keaggy (Glass Harp), Byron House (Robert Plant, Alison Krauss), Chester Thompson (Franck Zappa, Weather Report, Genesis)[68]

## Autres supergroupes
- Fania All Stars (salsa)
- Buena Vista Social Club (son cubain)
- Afro-Cuban All-Stars (son cubain)
- Africando (afro-salsa)
- Le Klub des 7 (rap)
- NKOTBSB (New Kids on the Block et Backstreet Boys - Pop)
- Émile et Images (Gold et Images) chanson française
- Empyr (Kyo, Pleymo, Watcha et Vegastar)